# 齊贊元
齊贊元，北直隸保定府高陽縣（今河北省高陽縣）人，明朝駙馬都尉，明清政治人物。
天啟六年，娶遂平公主，授駙馬都尉。和公主生有四個女兒。
崇禎末年，遂平公主去世。北京陷落，齊贊元逃奔南京。後南京也陷落，他歸降清軍。順治五年，授拜他喇布勒哈番騎都尉。